# Elchingen
Elchingen ist eine Gemeinde im bayerisch-schwäbischen Landkreis Neu-Ulm. In der Gemeinde gibt es keinen gleichnamigen Ort. Sitz der Gemeindeverwaltung ist Thalfingen.

## Geographie
Die Gemeinde liegt rund sieben Kilometer östlich von Ulm und Neu-Ulm an der Donau in Mittelschwaben.

### Gemeindegliederung
Es gibt drei Gemeindeteile:
| Name           | Einwohner | Fläche |
| -------------- | --------- | ------ |
| Thalfingen     | 3374      | 883 ha |
| Oberelchingen  | 3024      | 731 ha |
| Unterelchingen | 2863      | 876 ha |

## Geschichte

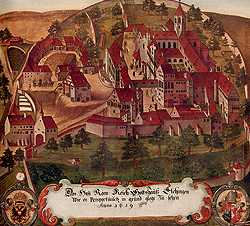
Elchingen im Jahr 1619

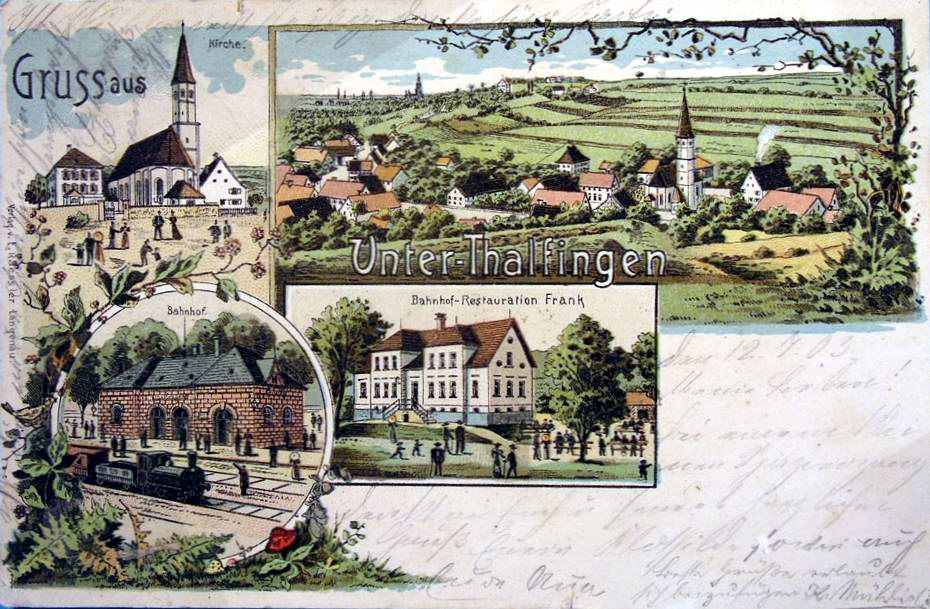
Unter-Thalfingen 1903

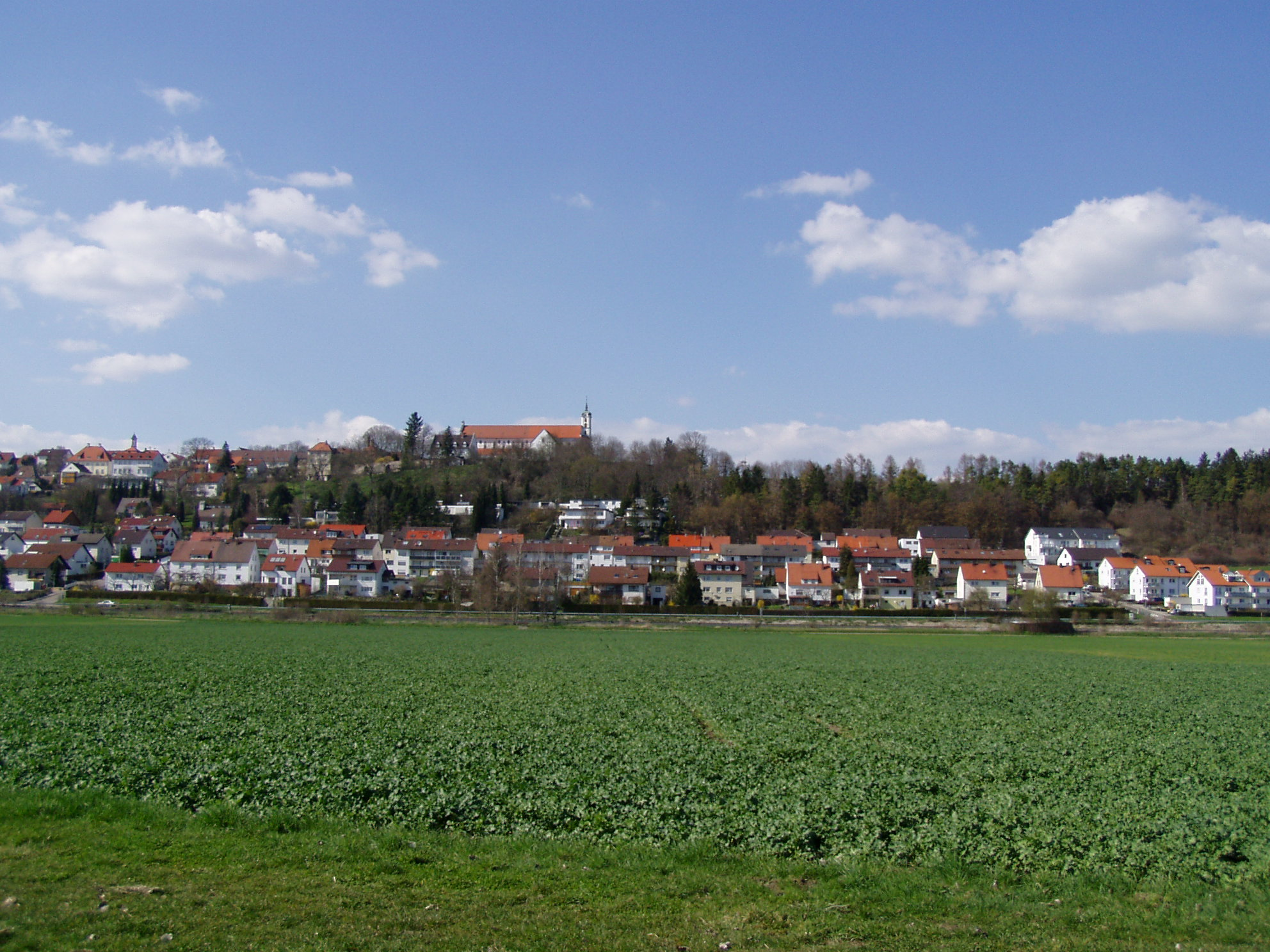
Oberelchingen von Süden

Von der Namensbedeutung her vermutet man die Ursprünge in der Siedlung eines örtlichen Stammesoberhaupts namens Alicho im frühen 12. Jahrhundert, woraus sich über „Alechingen“ und „Aelchingen“ der heutige Name entwickelte. Mit dem Tier Elch besteht kein Zusammenhang.
Im Jahre 1294 verkaufte Konrad von Plochingen Elchingen (das heutige Unterelchingen) an das Zisterzienserkloster Salem, in dessen Besitz (Unter-)Elchingen bis zur Säkularisation 1802 blieb. (Unter-)Elchingen gehörte also nie zum Kloster (Ober-)Elchingen. Mit dem Reichsdeputationshauptschluss 1803 kamen Ober- und Unterelchingen sowie Thalfingen an Bayern. Schon vorher, am 29. August 1802, hatten bayerische Truppen das Gebiet um Ulm besetzt.
Die Gründung des Oberelchinger Klosters wird datiert auf den Beginn des 12. Jahrhunderts. Während eines Brandes im Jahre 1395 wurden alle authentischen Dokumente vernichtet, und so konnte nicht einmal das Weihdatum vom 15. August 1128 bewiesen werden. Nach Stifterwillen zogen die Benediktiner ein.
Bekannt wurde Elchingen durch die Schlacht bei Elchingen im Rahmen des dritten Koalitionskrieges: Am 14. Oktober 1805 besiegten Napoleons Truppen unter dem Kommando von Marschall Ney ein österreichisches Heer, was die Niederlage der österreichischen Armee einleitete. Tags darauf begann die Belagerung Ulms, wo Karl Mack von Leiberich schließlich kapitulieren musste. Marschall Ney bekam 1806 von Napoleon den neugeschaffenen Titel Duc d’Elchingen verliehen. Der Ortsname Elchingen ist aufgrund dessen auf der Innenseite des Arc de Triomphe (Triumphbogen) in Paris zu finden.
Für die Region bedeutete der napoleonische Sieg die Beendigung der Vorherrschaft Österreichs und der Reichsstadt Ulm und in der Folge eine Gebietsneuordnung von Württemberg und Bayern.

### Gemeinde
Die heutige Gemeinde entstand im Rahmen der Gebietsreform in Bayern am 1. Mai 1978 durch den Zusammenschluss von Thalfingen, Oberelchingen und Unterelchingen.

### Einwohnerentwicklung
Zwischen 1988 und 2019 wuchs die Gemeinde von 8685 auf 9543 um 858 Einwohner bzw. um 9,9 %.

## Politik

### Gemeinderat
Der Gemeinderat aus Elchingen hat 20 Mitglieder, zuzüglich des Bürgermeisters.
|      | CSU | SPD | UFWG | DGO * | Freie Wähler | Umweltliste | Gesamt   |
| 2002 | 7   | 2   | 3    | 3     | 3            | 2           | 20 Sitze |
| 2008 | 7   | 2   | 3    | 3     | 3            | 2           | 20 Sitze |
| 2014 | 5   | 1   | 3    | 3     | 5            | 3           | 20 Sitze |
| 2020 | 5   | –   | 3    | 3     | 5            | 4 **        | 20 Sitze |

### Bürgermeister
Hauptberuflicher Erster Bürgermeister ist der parteilose Joachim Eisenkolb, der seit 10. Dezember 2008 im Amt ist. Bei der Bürgermeisterwahl am 15. März 2020 war er einziger Bewerber, nominiert von Freien Wählern und Grünen, und wurde mit 73,6 % der Stimmen für weitere sechs Jahre gewählt. Im Jahre 1984 wurde der Jurist Anton Lang zum Bürgermeister gewählt. Nach dem Tod von Lang im August 2008 wurde Eisenkolb im November 2008 zum neuen ersten Bürgermeister gewählt.

### Wappen
Die Gemeinde führt kein Wappen. Neben Elchingen führen nur drei weitere der 2056 Gemeinden in Bayern (Prebitz, Schwebheim und Stadlern) kein eigenes Wappen.
Wappen der Gemeindeteile 

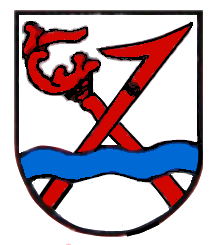
Thalfingen
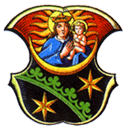
Oberelchingen
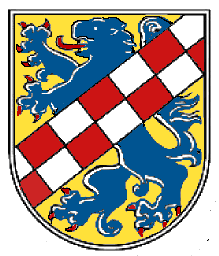
Unterelchingen

## Kultur und Sehenswürdigkeiten

### Sehenswürdigkeiten

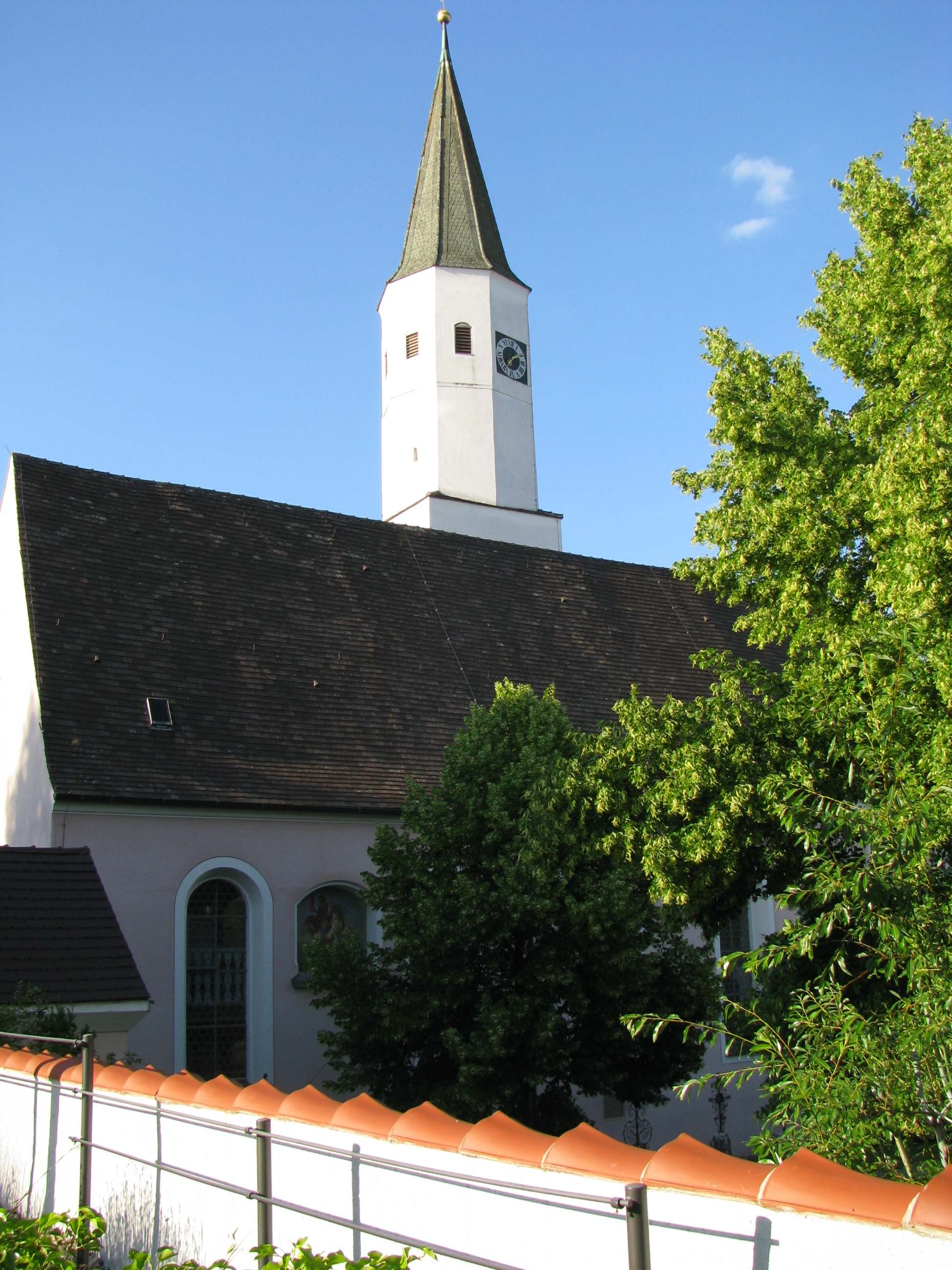
Die katholische Kirche St. Laurentius in Thalfingen

- Die katholische Kirche St. Laurentius in der Ortsmitte von Thalfingen.
- Nördlich von Thalfingen liegt der Autohof Seligweiler. Dieser weist eine Besonderheit auf: Der Große Speisesaal verläuft zur Hälfte auf bayerischer, zur Hälfte auf baden-württembergischer Seite, was durch eine Grenzlinie verdeutlicht wird, die auch durch ein paar Tische verläuft. Dies lockt jährlich viele Touristen an, die schon immer mal in Bayern sitzen wollten, während sich ihre Suppe in Baden-Württemberg befindet.
- Das Kloster Oberelchingen mit der ehemaligen Abteikirche St. Peter und Paul.

### Sport
Im Gemeindeteil Thalfingen befindet sich eine Mehrzweckhalle, welche im Jahr 2005 fertig renoviert wurde. Im Gemeindeteil Unterelchingen befindet sich die Brühlhalle, in welcher bereits Basketball-Spiele auf Bundesliga-Niveau ausgetragen wurden. Besonders hervorzuheben sind hier die Derbys des SV Oberelchingen mit der Basketballmannschaft des SSV Ulm 1846, welche damals unter dem Motto „Spatzenjagd an der Donau“ standen. Neben den beiden oben genannten Hallen befinden sich auch jeweils Sport- und Trainingsplätze sowie ein weiterer Trainingsplatz in Oberelchingen.
Des Weiteren finden sich unweit der beiden Sporthallen auch Skateranlagen, in Unterelchingen sogar mit einer Halfpipe.
Im Gemeindeteil Oberelchingen befindet sich die Schwimmhalle der örtlichen Hauptschule, die teilweise auch für öffentliches Publikum geöffnet ist.
Tennis spielt man in Elchingen beim TCE. In Thalfingen liegen zwischen Bahn und Auwald fünf Sandplätze und das Tennisheim. Der TC Elchingen war der erste Verein, der nach dem Zusammenschluss der drei Teilgemeinden als Verein der Gemeinde gegründet wurde und hat heute rund 300 Mitglieder.
Der KSV Unterelchingen ist mit seiner Ringer-Abteilung in der württembergischen Oberliga sowie mit der zweiten Mannschaft in der Bezirksliga Württemberg vertreten.

### Regelmäßige Veranstaltungen
Einmal im Jahr findet das Thalfinger Hopfenfest einschließlich der Krönung eines Hopfenkönigs statt. Das Hopfenfest wird vom Musikverein Thalfingen veranstaltet. Die evangelische Kirchengemeinde veranstaltet ein jährliches Gemeindefest in Thalfingen, die katholische Kirchengemeinde das Pfarrfest. Das traditionelle, weit über die Region bekannte „Narrabaumstella“, ein schwäbisch-alemannischer Fasnetsbrauch, findet jedes Jahr in Oberelchingen statt und zieht hunderte Hästräger in die Straßen Oberelchingens. Zum Vatertag findet bei der Freiwilligen Feuerwehr Oberelchingen jährlich die „Vatertagshockete“ statt. Des Weiteren findet alljährlich am ersten Juliwochenende das über die Grenzen der Gemeinde Elchingen bekannte Seenachtsfest des Fischereiverein Elchingen statt. Die Blaskapelle des KSV Unterelchingen veranstaltet jedes Jahr an Fronleichnam ihr traditionelles Gartenfest im Gemeindegarten.
Die Elchinger Musiktage finden seit 2023 jährlich in der ersten Woche der Sommerferien statt.

## Wirtschaft und Infrastruktur

### Verkehr
Elchingen liegt am Autobahnkreuz Ulm/Elchingen der Bundesautobahn 8 mit der Bundesautobahn 7 mit der Ausfahrt „Oberelchingen“ (A 8).
Am 9. Januar 2023 startete die Buslinie ElchBus (591), die 25 Bushaltestellen (neun in Oberelchingen und jeweils acht in Thalfingen und Unterelchingen) – davon einige extra für die Linie installiert – bedient. Da die Fahrkarten für die Linie billiger sind als in der Tarifzone des DING-Verbandes festgelegt, muss die Gemeinde für die Kostendifferenz aufkommen.

#### Bahnlinie
Elchingen liegt an der Bahnstrecke Aalen–Ulm.
Bahnhof Thalfingen (eröffnet 1875)
Bahnhof Unterelchingen (eröffnet 1875)
Haltestelle Oberelchingen
Es gilt der Verbundtarif des Donau-Iller-Nahverkehrsverbundes (DING).

#### Fernwanderwege und Fernradwege
Außerdem führen als Fernwanderwege zwei vom Schwäbischen Albverein betreute Hauptwanderwege durch Elchingen. Der Hauptwanderweg 2, auch Schwäbische-Alb-Südrand-Weg genannt, verläuft gemeinsam mit dem Hauptwanderweg 4, dem Main-Donau-Bodensee-Weg, zwischen Langenau und Ulm.
Ferner liegt Elchingen an der Route des Jakobswegs von Nürnberg über Ulm nach Konstanz, der zum Oberschwäbischen Jakobsweg führt.
Auf dem Donauradweg, einem süddeutschen Fernradweg entlang der Donau, sowie dem europäischen EuroVelo-Radweg Flüsseroute EV 6, welcher vom Atlantik bis zum Schwarzen Meer verläuft, durchfährt man ebenfalls die Teilorte von Elchingen.

### Energie

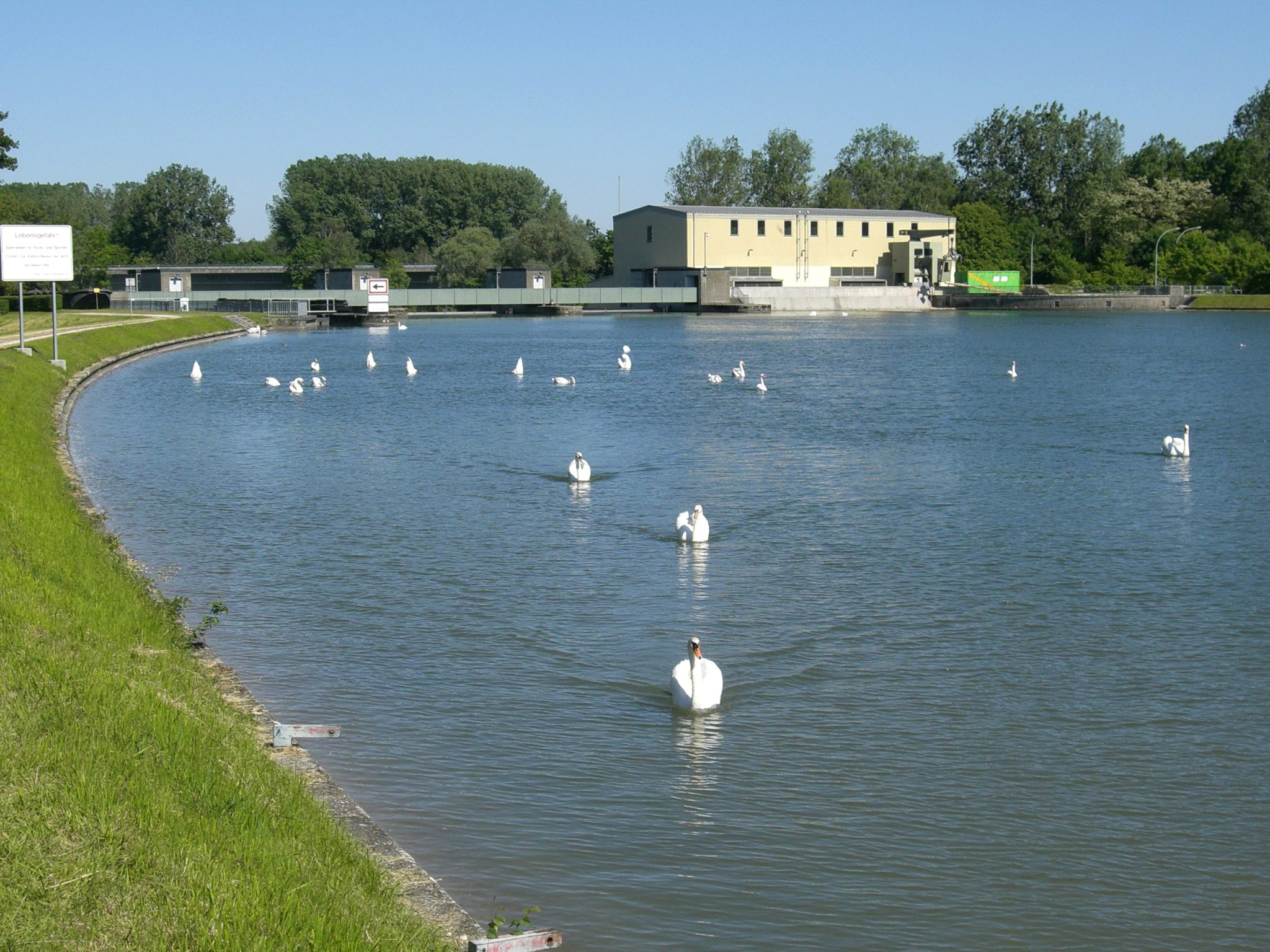
Donau-Staustufe

Zum Ende des Jahres 2005 wurde in der Nähe des Gemeindeteils Thalfingen eine Windkraftanlage errichtet, um einen Beitrag zur Energieversorgung der Region zu leisten. Diese Windkraftanlage ist ein Prototyp, dessen Rotorblätter vier Meter länger sind als die des Serienmodells.
2008 wurde eine Biogasanlage in Betrieb genommen.
Die Obere Donau Kraftwerke AG ist Eigentümer des 1960 erbauten Laufwasserkraftwerks Oberelchingen in der Donau.

## Söhne und Töchter der Gemeinde
- Ambrosius Ehinger (vor 1500–1533), Konquistador und der erste Statthalter von Venezuela (Klein-Venedig)
- Michael Wiedemann (1661–1703), Stuckateur und Baumeister des Barock.
- Johann Michael Claudius Keller (1800–1865), Komponist und Kirchenmusiker
- Bernhard Fuchs (1814–1852), römisch-katholischer Theologe und Hochschullehrer
- Maximilian Wanner (1855–1933), Architekt
- Konstantin Vidal (1900–1990), Politiker (CSU), 1946–1950 Mitglied des Bayerischen Landtags
- Reinhold Hucker (* 1949), Ringer
- Martin Grath (* 1960), Politiker (Bündnis 90/Die Grünen), Landtagsabgeordneter in Baden-Württemberg